# Opaciteit
Opaciteit is er een maat voor hoeveel licht door een materiaal schijnt. Opaciteit en transmissie zijn elkaars omgekeerde. De opaciteit {\displaystyle O} wordt uitgedrukt als verhouding tussen de invallende lichtflux ten opzichte van de doorgelaten lichtflux. Wanneer bijvoorbeeld een mineraal al het licht dat er op valt doorlaat absorbeert, is de opaciteit ervan 0, wanner de helft van het licht wordt doorgelaten is de opaciteit 2.
Wanneer licht een overgang tussen twee materialen raakt kan het op het grensvlak worden doorgelaten, gereflecteerd of geabsorbeerd. De kristalstructuur van opaak materiaal reflecteert bijna al het licht in verschillende richtingen. Door dit verschijnsel ziet iemand maar een klein deel van het invallende licht. Opaak, van het Latijn: opacus, beschaduwd, duidt op mineralen die in doorsneden van ongeveer 25 tot 30 µm dikte niet doorschijnend zijn. Veel ertsmineralen, zoals de meeste sulfiden, sulfozouten en oxiden zijn opaak. Sommige mineralen die in zuivere vorm doorschijnend zijn, kunnen door fijnverdeelde insluitsels of fijnkorreligheid toch opaak worden.
De opaciteit is onder andere een belangrijk kenmerk van papier.

## Andere betekenissen
Opaciteit komt ook in de fonologie voor.